# Estação El-Khalafawy
El-Khalafawy (em árabe: الخلفاوي) é uma das 20 estações linha 2 do metro do Cairo, no Egipto. A estação é subterrânea e foi inaugurada em outubro de 1996.

## Origem do nome
A estação recebeu o nome da área de Khalafawy, no distrito de Shobra. O xeque Mohamed al-Khalafawy foi um erudito da Mesquita de Alazar. Ele também lutou contra o quediva Teufique Paxá durante a Revolta de Urabi (1879-1882).

## Nível de ruído na estação
A estação juntamente com outras 12 estações da Linha 1 e Linha 2, foram avaliadas quanto a poluição sonora em 2004. O estudo foi motivado por reclamações dos passageiros e funcionários do metrô quanto ao excesso de barulho tanto dentro dos vagões dos trens quando nas plataformas das estações. Os resultados indicaram após medições que o nível de ruído era claramente inaceitável com leituras acima de 100 decibels nas plataformas. Foi identificado que o ruído nas plataformas tinha como origem os sinais sonoros de avisos dos trens e a aplicação dos freios e também da reverberação dos ruídos nas paredes laterais revestidas com azulejos.

## Futura interligação
A planejada linha 5 do Metro do Cairo com 20 estações todas subterrâneas e 20 km de extensão (Nasr City - Heliopolis - El Sawah - Rod El Farag) estará interligada a Linha 2 na estação El-Khalafawy.